# Neopentan
Neopentanul (denumit și 2,2-dimetilpropan) este un compus organic cu formula moleculară C5H12, fiind un izomer al pentanului (ceilalți izomeri sunt n-pentanul și izopentanul). Este cel mai simplu alcan cu un atom de carbon cuaternar, și prezintă o simetrie tetraedrică, achirală. Dintre izomerii pentanului, este singurul compus gazos în condiții standard (ceilalți sunt lichizi).